# حكايات دحباش (مسلسل)
حكايات دحباش هو مسلسل كوميدي يمني كان يُعرض على قناة اليمن الفضائية من 1991م وحتى 1993م. يتمحور المسلسل حول شخصية دِحْباش التي أدى دورها الممثل آدم سيف. «دِحْباش» هو شخصية ذات روح لطيفة ومحبوبة ومشاكسة تضفي المرح والسرور على المشاهد قام بالدور الممثل المسرحي آدم سيف هو وعدد من الموهوبين من مدينة تعز في ثمانينات القرن العشرين. كان سيف يؤدي دور دحباش في مسرحيات هزلية قصيرة على مسارح في عدد من المدن اليمنية. في عام 1991م، قرر سيف إعادة تمثيل الشخصية وعرضها على تلفزيون قناة اليمن الفضائية ونالت الشخصية على إعجاب المشاهدين الشعب اليمني وحققت نجاحا كبيراً وتعد نقلة نوعية في تاريخ الدراما والكوميدية اليمنية القصير والمتواضع.مسلسل حكايات دحباش من إخراج إبراهيم الابيض،
```
By Stephen W. Day p.153</ref> دحباش كشخصية، عكس 
صورة نمطية
 للشخص العادي في شمال اليمن، يشبه شخصية 
غوار الطوشة
 
السورية
 التي أداها الفنان السوري 
دريد لحام
[
1
]
 المسلسل كان يعالج قضايا اجتماعية مختلفة بقالب كوميدي ولكن التوتر السياسي أدى إلى توقف المسلسل وتوقف نشاط الممثل 
آدم سيف
 ".
[
2
]
```